# 九州ツバメタオル
株式会社九州ツバメタオル（きゅうしゅうツバメタオル）は、熊本県下益城郡美里町に本社を置くタオル製品全般を製作、販売している企業である。親会社は大阪府泉佐野市のツバメタオル。

## 沿革
- 1967年 熊本県の誘致企業として設立
- 1968年 熊本営業所開設
- 1987年 商品センター竣工
- 1991年 熊本市流通団地に熊本支店開設
- 1996年 東京事務所開設

## 事業所
- 熊本支店
- 熊本営業所
- 大阪工場
- 東京事務所